# 二穗短柄草
二穗短柄草（学名：Brachypodium distachyon）为禾本科短柄草属下的一个种。

## 扩展阅读
維基物種上的相關：二穗短柄草